# Charlotte von Kalb
Charlotte von Kalb (Waltershausen, 25 luglio 1761 – Berlino, 12 maggio 1843) è stata una scrittrice tedesca, nata Charlotte Sophia Juliana Marschalk von Ostheim, nota per i suoi legami con importanti figure della letteratura tedesca del suo tempo, tra cui Friedrich Schiller, Friedrich Hölderlin e Jean Paul.

## Biografia
Nata in una nobile famiglia francone, Charlotte sposò nel 1783, contro la propria volontà, l'ufficiale Heinrich von Kalb, al servizio della Francia.
Nel 1784, a Mannheim, conobbe Friedrich Schiller, con il quale intrattenne una relazione intensa e appassionata. Charlotte fu una figura di grande ispirazione per Schiller, che le dedicò le liriche Resignation e Freigeisterei der Leidenschaft, esprimendo il conflitto tra dovere e passione. Nel 1787, lo aiutò a stabilirsi a Weimar, introducendolo nella corte locale. La loro relazione terminò quando Schiller sposò Charlotte von Lengefeld.
Tra il 1793 e il 1794, Charlotte ospitò Friedrich Hölderlin come precettore del figlio, sviluppando per lui un sentimento che andava oltre l'affetto.
Successivamente, intrattenne una corrispondenza con Jean Paul, che la ritrasse nel personaggio di Linda nel suo romanzo Titan.
La sua vita fu segnata da eventi tragici: la morte violenta del marito nel 1806, la perdita del figlio maggiore, il declino economico e la cecità sopraggiunta nel 1820. Negli ultimi anni, dettò le sue memorie, pubblicate postume nel 1879 con il titolo Charlotte. Ein Manuskript für Freunde. Il suo romanzo Cornelia, di natura autobiografica, fu pubblicato nel 1851. Le sue lettere a Jean Paul e a sua moglie furono pubblicate nel 1882.

## Opere
- Cornelia (1851)
- Charlotte. Ein Manuskript für Freunde (1879)
- Briefe an Jean Paul und seine Gattin (1882)